# Mormecia lachnogyia
Mormecia lachnogyia är en fjärilsart som beskrevs av Willie Horace Thomas Tams 1935. Mormecia lachnogyia ingår i släktet Mormecia och familjen nattflyn. Inga underarter finns listade i Catalogue of Life.